# Савицький Георгій Костянтинович
Георгій Костянтинович Сави́цький (рос. Георгий Константинович Савицкий; 4 листопада 1887, Санкт-Петербург — 13 серпня 1949, Москва, РРФСР, СРСР) — російський радянський живописець, дійсний член АМ СРСР з 1949 року. Лауреат Сталінської премії за 1942.

## Життєпис
Народився 23 жовтня [4 листопада] 1887 в Санкт-Петербурзі (тепер Росія). Син живописця К. А. Савицького.
У 1902—1908 роках навчався в Пензенському художньому училищі, у 1908—1915 роках — у Петербурзькій академії мистецтв.
Член Товариства імені А. Куїнджі, з 1922 року — член Асоціації художників революційної Росії.
Помер в Москві 13 серпня 1949. Похований в Москві на Новодівочому цвинтарі (ділянка № 2).

## Творчість
Твори:
- картини:
  - «Стихійна демобілізація старої армії» (1928);
  - «Похід Таманської Червоної армії в 1918 р.» (1933);
  - «Штурм Перекопу» (1934—1938);
- політичні плакати, ілюстрації до книжок.

Окремі твори присвятив Україні:
- «Українець з волами» (1930);
- «На околиці села».

Картини зберігаються в Третьяковській галереї, Центральному музеї Збройних сил РФ в Москві та інше.